# Rhamnus blumeri
Rhamnus blumeri är en brakvedsväxtart som beskrevs av Edward Lee Greene. Rhamnus blumeri ingår i släktet getaplar, och familjen brakvedsväxter. Inga underarter finns listade i Catalogue of Life.